# 有馬一準
有馬 一準（ありま かずのり）は、越前丸岡藩の第2代藩主。晴信系有馬家5代。後述するが一準は隠居後の諱であり、藩主時代は真純（まさずみ）、純寿（すみひさ）、寿純（ひさずみ）を名乗っていた。

## 略伝
元禄10年（1697年）12月2日（異説として12月4日）、初代藩主有馬清純の長男として丸岡城で生まれる。元禄15年（1702年）12月に父が死去したため、元禄16年（1703年）2月5日に家督を相続した。正徳元年（1711年）に譜代大名に昇格し、同時に従五位下、左衛門佐に叙任する。
しかし宝永3年（1706年）、享保6年（1721年）、享保8年（1723年）と連年のように洪水に悩まされて凶作となり、享保9年（1724年）にはそれが原因で一揆も起こるなど、藩政は多難を極めた。このため、財政難打開のために銀札の発行、家臣の知行借上げなどを行なったが、失敗した。
享保18年（1733年）4月1日、家督を長男の孝純に譲って隠居する。寛延2年（1749年）に諱を一準に改めた。宝暦7年（1757年）8月20日、孝純の後を追うように死去した。享年61。

## 系譜
父母
- 有馬清純（父）
- 須賀子、光徳院 ー 皆吉純忠の娘（母）

正室、継室
- 深受院 ー 秋元喬知の養女、秋元成朝の娘（正室）
- 演暢院 ー 毛利吉広の養女、毛利匡広の娘（継室）

側室
- 高山氏
- 山本しな子、耀樹院 ー 山本氏
- みつ

子女
- 有馬孝純（長男）生母は耀樹院（側室）
- 毛利重広（次男）生母は演暢院（継室）
- 本多忠由（三男）生母は演暢院（継室）
- 有馬義雄室
- 間部詮方継室
- 安姫 ー 松平近輝継室
- 安部信允正室